# دوت نت بيو

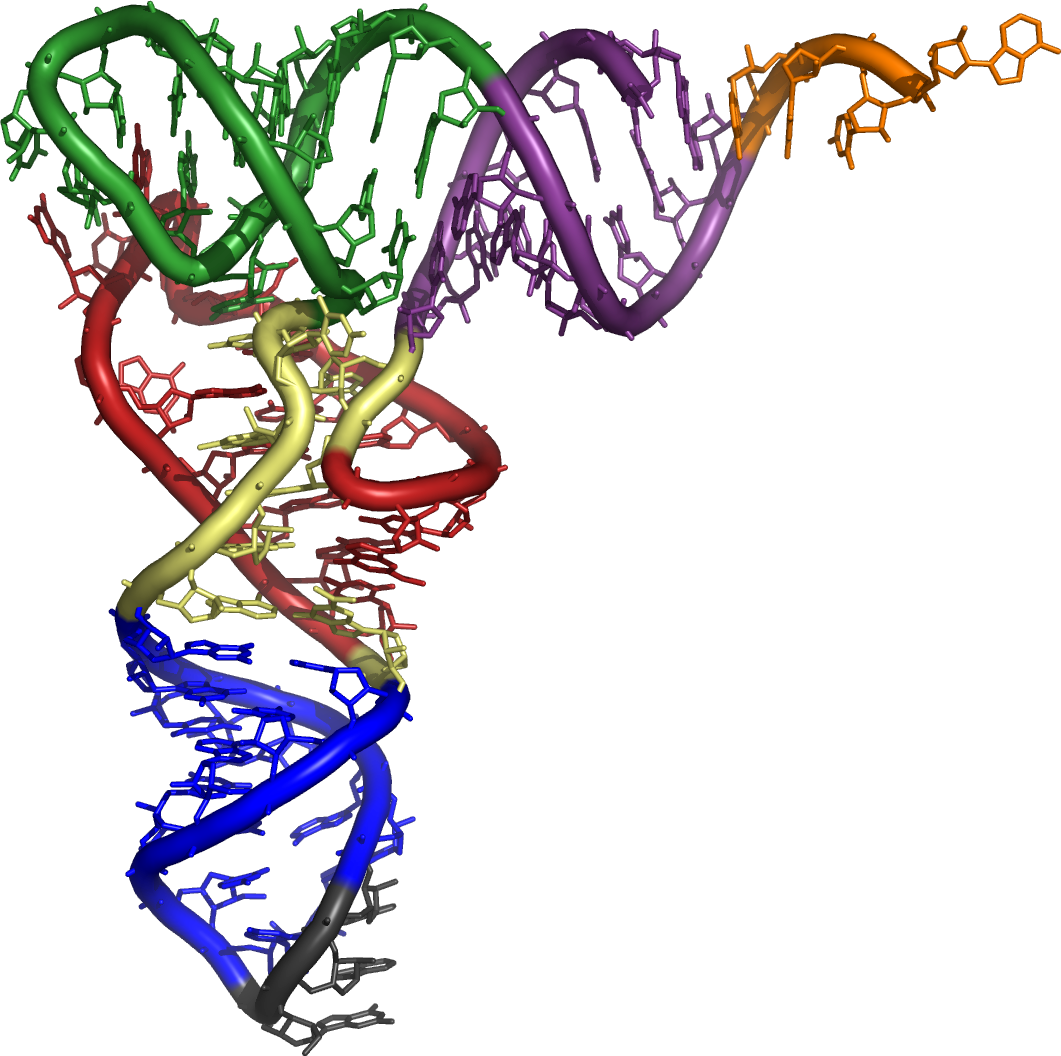
صورة ..

دوت نت بيو (بالإنجليزية: .NET Bio) (أو الصافي الحيوي) هو مكتبة معلومات حيوية مفتوحة المصدر (بالإنجليزية: bioinformatics and genomics library) لتسهيل تحميل وتحليل وحفظ المعلومات الحيوية. وكانت قد أًصدرت للتوافق مع (.NET Standard 2.0) كجزء من بحوث شركة مايكروسوفت، تحت اسم مؤسسة مايكروسوفت للبيولوجيا (بالإنجليزية: Microsoft Biology Foundation). وكان جزء من مبادرة مايكروسوفت علم الأحياء في قسم مجال العلوم الالكترونية. تم إعادة تجميعها لاحقًا وإصدارها من قبل مؤسسة المنحنى الخارجي باعتبارها مشروعًا عامًا ومفتوحًا المصدر بالكامل بموجب ترخيص أباتشي.

## القدرات
تتكون المكتبة من مجموعة من الفات الموجهة للكتابة المكتوبة لأداء مهام مشتركة في المعلوماتية الحيوية مثل:1 قراءة وكتابة المواءمة القياسية وملفات البيانات التي تعتمد على التسلسل مثل فاستا والمركز الوطني لمعلومات التقانة الحيوية. 2. الوصول إلى خدمات الويب عبر الإنترنت مثل أداة تقصي التراتب الموضعي الأساسي للبحث في قواعد البيانات المعروفة لأجزاء التسلسل.3. خوارزميات للتنسيق المحلي والعالمي خوارزميات لتجميع التسلسل، بما في ذلك تنفيذ مجمع من جديد المتوازي.
4.خوارزمياتلتجميع التسلسل، بما في ذلك تنفيذ مجمع دينوفو المتوازيعلى الرغم من أن المكتبة نفسها مكتوبة في يمكن استخدامها من أي لغة متوافقة مع .NET ولها عينات من مختلف الاستخدامات بما في ذلك من برنامج IronPython النصي.
1. [2]

## روابط خارجية
- . نسخة محفوظة 4 سبتمبر 2013 على موقع واي باك مشين. موقع صافي الحيوي
- موقع مؤسسة مايكروسوفت للبيولوجيا
- مبادرة مايكروسوفت لعلم الاحياء